# Theodor Johann Jaeger
Theodor Johann Jaeger (* 25. Mai 1874 in Nagysurány (Königreich Ungarn (heute Šurany, Slowakei)); † 26. Oktober 1943 in Wien; auch Johann Theodor Jaeger oder nur Theodor Jaeger) war ein österreichischer Architekt und Bauingenieur.

## Leben
Theodor Johann Jaeger war Sohn eines aus Mainz stammenden höheren Beamten, der sich vorübergehend beruflich in Ungarn aufhielt. Die Familie übersiedelte in seiner frühesten Kindheit nach Wien, wo Jaeger später an der Technischen Hochschule Bauingenieurwesen studierte und mit Auszeichnung abschloss. Er arbeitete kurze Zeit als Hochschulassistent (Lehrkanzel für Brückenbau) und anschließend im Ruhrgebiet in der Bauhütte Gute Hoffnung. Zurück in Wien, erhielt er im Jahr 1900 eine Anstellung im Wiener Stadtbauamt, wo er mehr als 30 Jahre beschäftigt war. Seine Fachgebiete lagen vorerst im Straßenbau, später war er in der Stadtregulierungsabteilung tätig, wo er unter anderem an einer neuen Bauordnung mitarbeitete und für Park- und Kleingartenanlagen zuständig war. Zuletzt war er Direktor der Hochbauabteilung. Er trat 1933 als Obersenatsrat in den Ruhestand. Von 1940 bis zu seinem Tod 1943 kam es zu einer „Wiederverwendung“ aufgrund von Personalnot „wegen Einberufung des aktiven Personals zur Wehrmacht“.
Jaeger war auch musisch begabt und malte und dichtete zeitweilig. Er war verheiratet, seine Ehe blieb kinderlos.

## Wirken
Jaegers bekanntestes Bauwerk ist die 1910 eröffnete Strudlhofstiege in Wien, die zur Überwindung des Niveauunterschiedes zwischen der Waisenhausgasse (seit 1913 Boltzmanngasse) und der Liechtensteinstraße (bzw. zwischen dem oberen und unteren Teilstück der Strudlhofgasse) errichtet wurde.
Neben diesem Bauwerk plante Jaeger vor allem Industriebauten, die aber keine Bekanntheit erlangten. Ein nicht durchgeführtes Projekt ist sein Verbauungsplan für Reichenberg.

## Publikationen
- Theodor Jaeger: Der Wohnbau auf Wiener Boden. In: Rudolf Tillmann (Hrsg.): Festschrift herausgegeben anläßlich der Hundertjahrfeier des Wiener Stadtbauamtes am 12. Mai 1935. Deutscher Verlag für Jugend und Volk, Wien 1935, S. 187–189.